# Муякан (разъезд)
Муяка́н — разъезд Северобайкальского региона Восточно-Сибирской железной дороги на Байкало-Амурской магистрали (1432 километр).
Находится в Муйском районе Республики Бурятия, на левом берегу Муякана, в 1,5 км к северо-востоку от железнодорожного моста через эту реку.
Планировалось строительство силами Белорусской ССР железнодорожной станции и поселка при ней. В БССР было создано Строительно-монтажное управление (СМУ) № 251 «БелБАМстрой» производственного строительно-монтажного комбината «Минскстрой» Министерства промышленного строительства (Минпромстроя) БССР, с 05.09.1986 — Министерства строительства (Минстроя) БССР, которое и должно было построить поселки Муякан и Таксимо Баунтовского района Бурятской АССР. Станция и посёлок Муякан так и не были построены Проект вокзала станции от института «Белгоспроект» остался на уровне макета.
Строительство в районе Муякана показано в фильме «Мир, который зовётся БАМ» режиссёра С. Лукьянчикова (съёмка 1974 года).

## Пригородное сообщение по станции
| № поезда | Маршрут движения   | № поезда | Маршрут движения   |
| -------- | ------------------ | -------- | ------------------ |
| 6373     | Таксимо — Окусикан | 6374     | Окусикан — Таксимо |